# Перчунівська сільська рада
| Перчунівська сільська рада — колишній орган місцевого самоврядування у Добровеличківському районі Кіровоградської області з адміністративним центром у с. Перчунове. Сільській раді підпорядковані населені пункти: - с. Перчунове - с. Сміливе |

## Склад ради
Рада складається з 12 депутатів та голови.

### Керівний склад ради
| ПІБ                           | Основні відомості                                                         | Дата обрання | Дата звільнення |
| ----------------------------- | ------------------------------------------------------------------------- | ------------ | --------------- |
| Виноградов Віктор Миколайович | Сільський голова, 1957 року народження, освіта, член народної партії      | 26.03.2006   | 31.10.2010      |
| Виноградов Віктор Миколайович | Сільський голова, 1957 року народження, освіта вища, член народної партії | 31.10.2010   |                 |

Примітка: таблиця складена за даними джерела

## Населення
Згідно з переписом УРСР 1989 року чисельність наявного населення сільської ради становила 838 осіб, з яких 380 чоловіків та 458 жінок.
За переписом населення України 2001 року в сільській раді мешкало 747 осіб.

### Мова
Розподіл населення за рідною мовою за даними перепису 2001 року:
| Мова       | Відсоток |
| ---------- | -------- |
| українська | 94,11 %  |
| російська  | 3,35 %   |
| молдовська | 1,74 %   |
| білоруська | 0,40 %   |
| вірменська | 0,27 %   |